# جیمی هکتور
جیمی هکتور (انگلیسی: Jamie Hector؛ زادهٔ ۷ اکتبر ۱۹۷۵) یک بازیگر سینما اهل ایالات متحده آمریکا است.
از فیلم‌ها یا سریال‌هایی وی در آن نقش داشته است، می‌توان به همه نگاه‌ها به من، دوستان تعطیلات ۲، خاموشی و کواری اشاره کرد.